# De vloek van Anchesenamon
De vloek van Anchesenamon is het vervolg op het boek De traan van Isis. Het verhaal is geschreven door Anjali Taneja en voor het boek bewerkt door Alexandra Penrhyn Lowe. Het is uitgegeven door Studio 100.

## Informatie
Het zevende boek, De vloek van Anchesenamon, is het laatste boek met de oude cast en de serie van Het Huis Anubis en is gebaseerd op de televisieserie die bedacht is door Anjali Taneja. Zij is voornamelijk bekend van haar bijdrage aan het populaire programma ZOOP. Het boek behandelt de afleveringen 355 tot en met 404. Studio 100 is de producent van de serie, boeken en singles en dvd's.

## Trivia
Om een onbekende reden staat Marieke Westenenk (Joyce) niet op de voorkaft van het boek, terwijl ze in de eerste afleveringen van dit seizoen nog regelmatig in beeld komt. Vreneli van Helbergen (Patricia) staat daarentegen wel op de voorkaft.